# Thysanocraspeda
Thysanocraspeda is een geslacht van vlinders van de familie Uraniavlinders (Uraniidae), uit de onderfamilie Epipleminae.

## Soorten
- T. geminipuncta Warren, 1904
- T. inornata Warren, 1904
- T. nudata Warren, 1905
- T. ochodontaria Snellen, 1874
- T. semicastanea Warren, 1908
- T. squamiplaga Warren, 1910